# マルクス・ユニウス・ペンヌス
マルクス・ユニウス・ペンヌス（Marcus Junius Pennus、生没年不詳）は、紀元前2世紀初頭の共和政ローマの政治家・軍人。紀元前167年に執政官（コンスル）を務めた。

## 出自
ペンヌスはプレブス（平民）であるユニウス氏族の出身である。プレブス系ユニウス氏族が歴史に登場するのは古く、紀元前325年にはデキムス・ユニウス・ブルトゥス・スカエウァが執政官となっている。紀元前1世紀の時点で、ユニウス氏族は共和政ローマ最初の執政官ルキウス・ユニウス・ブルトゥスの子孫であると称していた。カピトリヌスのファスティによれば、ペンヌスの父も祖父もプラエノーメン（第一名、個人名）はマルクスである。父マルクスは紀元前201年にプラエトル（法務官）を務めた、

## 経歴
ペンヌスは紀元前172年に法務官に就任し、ヒスパニア・キテリオルの総督となった。ペンヌスは赴任に先立ち元老院に増援部隊の編成を要請する。元老院は歩兵3000、騎兵150よりなるローマ軍団、歩兵5000および騎兵300からなるアウクシリア（同盟軍）を認めたが、軍の編成は遅れ、結局翌年の法務官がこれを指揮することとなった。
5年後の紀元前167年に、ペンヌスは執政官に就任する。同僚執政官はクィントゥス・アエリウス・パエトゥスで、やはりプレブス（平民）であった。これは過去4年間で3度目のことであった。歴史学者F.ミュンツァーは、元老院からの抵抗は大きかったであろうと述べている。両執政官ともリグリアで戦う必要があったが、勝利を得ることはできなかった。前年に第三次マケドニア戦争がローマの勝利で終結したが、ギリシアの各都市国家はローマに大使を送ってきた。ロードスもその一つであった。ロードスは戦争中に敵対的な行動をとっており、ペンヌスを通じて元老院に弁明しようとしたが、元老院は厳しい回答をした。

## 子孫
同名の息子は紀元前126年に護民官を務めている。

## 参考資料

### 古代の資料
- カピトリヌスのファスティ
- ティトゥス・リウィウス『ローマ建国史』

### 研究書
- Münzer F. "Iunius 122" /// Paulys Realencyclopädie der classischen Altertumswissenschaft. - 1893. - Bd. I, 1. - Kol. 1075
- Wiseman T. Legendary Genealogies in Late-Republican Rome // G&R. - 1974. - T. 21 , No. 2 . - S. 153-164